# 后石湖
后石湖是一个位于中国湖北省武昌县的湖泊，面积约为5平方千米。